# Aanbidding der Koningen (trant van Jheronimus Bosch, 's-Hertogenbosch)
De Aanbidding der Koningen is een schilderij in de trant van de Zuid-Nederlandse schilder Jheronimus Bosch in het Noordbrabants Museum in 's-Hertogenbosch.

## Voorstelling

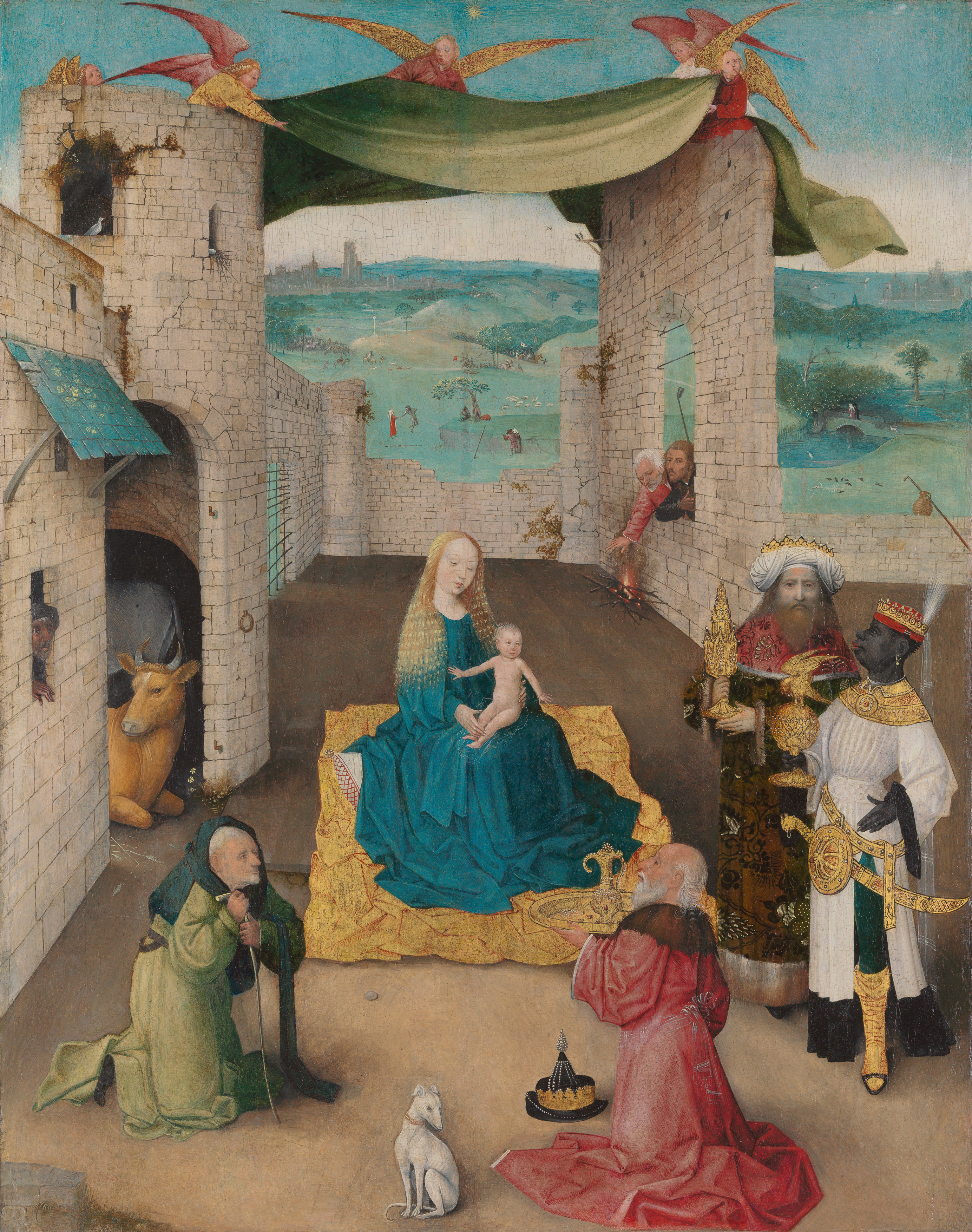
Omgeving en/of atelier van Jheronimus Bosch. Aanbidding der Koningen. Ca. 1474 of later. New York, Metropolitan Museum of Art.

Het stelt het Driekoningen-verhaal voor. Het komt vrijwel geheel overeen met de Aanbidding der Koningen in het Metropolitan Museum of Art in New York. Het enige verschil is dat enkele details in de achtergrond, waaronder de stoet met ruiters (mogelijk koning Herodes met zijn gevolg), zijn weggelaten.

## Toeschrijving
Vergeleken met de New Yorkse Aanbidding is de Bossche Aanbidding duidelijk van mindere kwaliteit. Het kan hier dus om een latere kopie gaan. Over de toeschrijving van de New Yorkse Aanbidding lopen de meningen uiteen. De kunsthistoricus Max Friedländer beschouwde het als een jeugdwerk van Bosch. Latere kunsthistorici waren van mening dat de figuren te houterig zijn en het perspectief te onbeholpen om het aan Bosch toe te schrijven. Het Bossche exemplaar staat tegenwoordig te boek als trant van Jheronimus Bosch.

## Datering
Uit dendrochronologisch onderzoek is gebleken dat het werk omstreeks 1542 of later ontstaan is.

## Herkomst
Het werk is afkomstig uit een privéverzameling in België. Tegen het jaar 1934 was het in het bezit van de kunsthandelaar Jacques Goudstikker in Amsterdam. Hetzelfde jaar werd het verworven door de kunsteverzamelaar Daniël George van Beuningen. Deze liet het in 1958 na aan Museum Boijmans Van Beuningen in Rotterdam. Het werk bevindt zich tegenwoordig in het Noordbrabants Museum als bruikleen van het Boijmans.

## Tentoonstellingen
De Bossche Aanbidding der Koningen maakte deel uit van de volgende tentoonstellingen:
- Les primitifs flamands, Musée de l'Orangerie, Parijs, 5 juni-7 juli 1947, cat.nr. 3.
- Bourgondische pracht van Philips de Stoute tot Philips de Schone, Rijksmuseum, Amsterdam, 28 juli-1 oktober 1951, cat.nr. 296.
- Chefs d'oeuvre de la collection D.G. van Beuningen, 1952, Musée du Petit Palais, Parijs, cat.nr. 40, p. 23-24 (als Jheronimus Bosch).
- Jheronimus Bosch, 17 september-15 november 1967, Noordbrabants Museum, 's-Hertogenbosch, cat.nr. 12, p. 85, met afbeelding in zwart-wit (als navolger van Jheronimus Bosch).